# Publius Aelius Mamianus
Publius Aelius Mamianus (vollständige Namensform Publius Aelius Aelia domo Roma Publi filius Mamianus) war ein im 3. Jahrhundert n. Chr. lebender Angehöriger des römischen Ritterstandes (Eques).
Durch zwei Weihinschriften, die beim Kastell Solva gefunden wurden und die auf 211/217 datiert werden, ist belegt, dass Mamianus Tribun der Cohors I Ulpia Pannoniorum milliaria equitata Antoniniana war, die zu diesem Zeitpunkt in der Provinz Pannonia superior stationiert war. Mamianus stammte aus Rom (domo Roma) und führte die Pseudotribus Aelia.